# Kallima knyvetti
Kallima knyvetti är en fjärilsart som beskrevs av Nicéville 1886. Kallima knyvetti ingår i släktet Kallima och familjen praktfjärilar. Inga underarter finns listade i Catalogue of Life.